# Cerodontha frosti
Cerodontha frosti este o specie de muște din genul Cerodontha, familia Agromyzidae, descrisă de Spencer în anul 1973.
Este endemică în Florida. Conform Catalogue of Life specia Cerodontha frosti nu are subspecii cunoscute.